# Rosario Fuentes Pérez
Rosario Fuentes Pérez (Madrid, 1898-1970) fue una docente y traductora española.

## Trayectoria
Su madre fue María Pérez y Almunia y su padre fue Julio Fuentes y Forner, el cual llegó a ser comandante general de Artillería en Cuba y gobernador civil de Barcelona. Tras obtener el título de Maestra de Primera Enseñanza en la Escuela normal de Toledo en 1917, finalizó  sus estudios de bachillerato en el Instituto de San Isidro de Madridy estudió la Licenciatura en Filosofía y Letras, sección de Historia, en la Universidad Central, donde obtuvo el título a la edad de 27 años. 
Comenzó una tesis doctoral bajo la dirección del historiador Claudio Sánchez-Albornoz que trataba sobre la historia de España en el siglo XIV utilizando como fuente principal el Libro de los Estados del escritor Don Juan Manuel. También colaboró en la elaboración de un vocabulario del Infante bajo la dirección del filólogo Ramón Menéndez Pidal. Realizó un trabajo inédito titulado La expresión de las relaciones locales en la lengua francesa. Estudio histórico comparado.
Aprobó unas oposiciones a Cátedra de Francés de instituto en 1928. Ocupó su plaza en Vigo, pero tras pedir una excedencia, volvió a Madrid para ser ayudante gratuito de Francés en el Instituto Cardenal Cisneros. En 1929, se incorporó al Instituto Zorrilla de Valladolid. Además fue profesora titular de Francés en el Instituto de Idiomas de la Universidad, plaza a la que accedió tras un concurso-oposición en 1931.
Fue becada en París en 1931 y en Alemania en 1932 por la Junta para Ampliación de Estudios (JAE). Durante su estancia en París asistió al XX congreso internacional de profesores de lenguas vivas organizado por la Association des Professeurs des langues vivantes de l’Enseignement Public, que se celebró del 31 de marzo al 4 de abril de 1931, siendo la única congresista de nacionalidad española.
En 1933 participó en el crucero universitario por el mar Mediterráneo como estudiante. Fue socia del Ateneo de Madrid en los años 1934 y 1935.
Ejerció como Catedrática de Francés en el Instituto de Antonio de Nebrija de Madrid hasta 1936. Se casó con Fernando González Rodríguez, primer director del Instituto Antonio de Nebrija de Madrid, catedrático de Lengua y Literatura Española además de poeta. Al comienzo de la guerra civil fue trasladada al Instituto de Badalona y en 1937 al Instituto Maragall de Barcelona.
Tras la guerra, fue sancionada con la prohibición  de ocupar cargos de responsabilidad o de dirección entre 1940 y 1952, debido a la militancia de su marido en el partido de Acción Republicana, aunque siguió ejerciendo la docencia en el Instituto Zorrilla de Valladolid además de dar clases en la Escuela de Peritos Industriales y la Escuela de Magisterio. En 1961 volvió al Instituto San Isidro y a las Escuelas de Magisterio de Madrid.
Falleció en 1970.

## Obra
Fue una traductora de obras del francés y del alemán.  En 1920, tradujo Johann Gottfried von Herder y su ideal de humanidad. Para la colección "Ciencia y Educación" de la editorial La Lectura, tradujo La Escuela Única de Maurice Lacroix. Y del alemán tradujo  entre 1926 y 1934 en la misma colección: El niño y el mundo, de Berthold Sigismund (1926); Schiller y el concepto de la educación estética, (1929); Herder y su ideal de humanidad, (1930) de Rudolf Lehmann; El desarrollo de las facultades espirituales del niño, de Dietrich Tiedemann (sin año de edición). En 1934, la editorial Espasa-Calpe editó su traducción de la obra de Karl Bühler El desarrollo espiritual del niño.
Del latín, tradujo la obra de Quintiliano De la institución oratoria.
También elaboró libros de texto de francés y sobre literatura francesa, además de antologías.

## Reconocimientos
En 2018, su figura ilustró el cartel de las II Jornadas de Patrimonio Educativo del Instituto Zorrilla de Valladolid.
En 2020, Fuentes fue incluida dentro del proyecto “Mujeres Investigadoras en los Archivos Estatales (1900-1970)” para la descripción archivística y creación de un micrositio específico en el Portal de Archivos Españoles (PARES), desarrollado entre 2020-2023. Este proyecto ha sido impulsado por la Subdirección General de Archivos Estatales, con el objetivo visibilizar la labor de investigación realizada en España por las mujeres en el intervalo 1900-1970 partiendo de los registros documentales que se conservan en los Archivos de Gestión de los AAEE del Ministerio de Cultura (el Archivo Histórico Nacional, el Archivo de la Corona de Aragón, el Archivo General de Simancas, el Archivo General de Indias, el Archivo de la Real Chancillería de Valladolid, el Archivo General de la Administración y el Centro de Información Documental de Archivos).